# Кочино
Ко́чино (рос. Кочино, чув. Кĕтĕквар) — присілок у складі Маріїнсько-Посадського району Чувашії, Росія. Входить до складу Шоршельського сільського поселення.
Населення — 83 особи (2010; 108 у 2002).
Національний склад:
- чуваші — 96 %